# 乌沙市镇
乌沙市镇（瑞典語：Orsa kommun）是瑞典中部达拉纳省的一个市镇。其治所位于乌沙。